# Batracomorphus echo
Batracomorphus echo är en insektsart som beskrevs av Rauno E. Linnavuori 1969. Batracomorphus echo ingår i släktet Batracomorphus och familjen dvärgstritar. Inga underarter finns listade i Catalogue of Life.